# Пабст, Август
Август Пабст (нем. August Pabst; 30 мая 1811, Эльберфельд — 21 июля 1885, Рига) — германский и российский композитор и пианист. Отец Павла и Луи Пабстов.

## Биография
Первоначально был кантором и органистом в Кёнигсберге, капельмейстером городского театра, в 1857 году получил звание музикдиректора прусского короля. Обеспечивал также музыкальное сопровождение в кёнигсбергской Старой синагоге. В 1863—1864 гг. редактировал газету Norddeutsche Musikzeitung — первое и единственное издание этого рода в городе. В 1875 г. перебрался в Ригу, где возглавил музыкальное училище.
Автор опер «Краковский кастеллан» (нем. Der Kastellan von Krakau; Кёнигсберг, 1846), «Наш Иоганн» (нем. Unser Johann; там же, 1848), «Последние дни Помпеи» (нем. Die letzten Tage von Pompeji; Дрезден, 1851; в Германии эта опера пользовалась большой популярностью) и «Лангобарды» (нем. Die Longobarden; не исполнялась). Сочинял также песни, одна из которых, «Песнь бутылке» (нем. Lied an der Flasche, на слова Рудольфа Готшаля), пользовалась большой популярностью и была использована в качестве вставного номера в опере Альберта Лорцинга «Ундина» (1845); в начале XX века эту песню записывали немецкие певцы — Людвиг Гофман, Эдуард Кандль, Пауль Кнюпфер, Макс Лофинг, Роберт фон Шейдт.